# Suezichthys devisi
Suezichthys devisi is een  straalvinnige vissensoort uit de familie van lipvissen (Labridae). De wetenschappelijke naam van de soort is voor het eerst geldig gepubliceerd in 1941 door Whitley.
De soort staat op de Rode Lijst van de IUCN als niet bedreigd, beoordelingsjaar 2008.